# Balkan trioen
Balkan trioen blev dannet af Peter Bastian i 1970, gruppen bestod udover Bastian af harmonikaspiller Egon Aagaard og trommeslageren John Ravn. Gruppen blev en forløber for Bazaar. Balkan trioen fik udgivet en LP Balkan Spiller.
Det har lavet musikken til filmen Et undertrykt folk har altid ret fra 1976, instrueret af Nils Vest.

## Diskografi
- Balkan Spiller (1973)